# Xifratge per transposició
En criptografia, un xifratge per transposició és un mètode d'encriptació en què les posicions del text pla (generalment caràcters o grups de caràcters) es desplacen seguint un sistema regular, de manera que el text xifrat consisteixi en una permutació del text pla. D'aquesta manera es canvia l'ordre de les unitats. Per exemple, en el sistema Rail Fence, el missatge "ENS HAN DESCOBERT" es crearia d'aquesta manera:
```
E . . . A . . . S . . . E . .
. N . H . N . E . C . B . R .
. . S . . . D . . . O . . . T
```

i llavors s'escriuria
```
EASEN HNECB RSDOT
```

S'escriu el missatge en ziga-zaga i posteriorment s'encripta escrivint el missatge lletra per lletra i línia per línia.
```
W . . . E . . . C . . . R . . . L . . . T . . . E
. E . R . D . S . O . E . E . F . E . A . O . C .
. . A . . . I . . . V . . . D . . . E . . . N . .
```